# Another Story (バンド)
Another Story（アナザー・ストーリー）は、日本のロックバンド。2008年結成。フリーランスで活動。愛称は「アナスト」。

## 略歴
2008年6月30日、ボーカルKeiGo、ギター寛-hero-を中心に結成。
2011年、ロサンゼルス公演を敢行。
2012年、自主制作盤としてリリースしたインディーズ盤EP「Day to remember」を引っ提げ、アメリカ&ジャパンツアーを行う。同年12月、初となるワンマンライブは完売となった。
2013年、INTACT RECORDSと契約、A.V.E.S.T projectでメインステージのオープニングアクトに抜擢。同年8月に全国流通盤1st ミニ・アルバム「Signs」をリリース、マスタリング・エンジニアはテッド・ジェンセン。日本テレビ「バズリズム」に出演。同CDのリリース後全国ツアーを行い、ファイナルとなるSpotify_O-Crestにて開催されたワンマンライブを完売。
2014年4月、MY FIRST STORYとのカップリングツアー「INTACT RECORDS TOUR」を敢行。5月には1stフルアルバム「Truth or Dare」をリリース。「SUMMER SONIC」大阪公演へ出演。
2015年3月、「PUNK SPRING」のオープニングアクトに抜擢。ヘッドライナーにはFALL OUT BOY,RANCIDが出演。5月よりMY FIRST STORYとのカップリングツアー「INTACT RECORDS TOUR」を再演。同月2ndミニ・アルバム「The Company」をリリース、キャリア初のワンマンツアーを開催。
2016年8月カナダ・エドモントンで行われたアニメの祭典「ANIMETHON」にゲスト出演。後にその模様がDVDとしてリリース。
2017年、Pay money To my Painのギタリスト・PABLOプロデュースで音源制作中であることを発表、12月にコンプリート・アルバム「Yours Truly」をリリース。
2018年、アルバム「Yours Truly」のツアーにおいて再びワンマンで全国を回る。
2019年5月、デジタル・シングル「Liquid Philosophy」をリリース。バンドの新たな一面を感じさせる楽曲であり、イラストによる紙芝居形式のリリックビデオの公開も話題となる。
2020年3月、新型コロナウイルス感染症の拡大と共にライブ活動を休止。多くのライブハウスが閉店などに追い込まれる中、バンド主体でチャリティーオークション、廃盤となっていたアマチュア時代のCDを販売、その売上を全額ライブハウスや医療機関へと寄付。7月にメンバー3名の脱退と事務所の退所を発表。
2022年3月、新メンバーの情報と共に活動開始を発表。新しくGt.TAKEMITZ(ex.THE TWISTED HARBOR TOWN),Ba.AKI(ex.A Barking Dog Never Bites,Davinci),Dr.YUSEI(ex.FUMES)という確かなバンドキャリアを持つメンバーが加入。同時に発表された始動ワンマンライブチケットが即日完売となり話題となった。

## 作品

### シングル
Liquid Philosophy
発売日：2019年5月6日
収録曲
- 1. Liquid Philosophy

Into the Flames
発売日：2023年10月2日
収録曲
- 1. Into the Flames

Hangman
発売日：2023年10月28日
収録曲
- 1. Hangman

Linaria (feat. Juno)
発売日：2023年11月19日
収録曲
- 1. Linaria (feat. Juno)

Morphine
発売日：2024年1月5日
収録曲
- 1. Morphine

The God I Fear
発売日：2024年2月29日
収録曲
- 1. The God I Fear

### アルバム
1st
- Truth or Dare

発売日：2014年5月21日
収録曲
- 1. Intro
- 2. Happy Deathday
- 3. One of those days
- 4. Masquerade
- 5. From me to you
- 6. Neverland
- 7. City of angels
- 8. Beautiful world
- 9. The greatest plan
- 10.Closer
- 11.Storyteller[Piano ver.]

2nd
- Yours Truly

発売日：2017年12月13日
収録曲
- 1.Gone
- 2.End of story
- 3.Five
- 4.The greatest plan
- 5.Untitled
- 6.Masquerade
- 7.The clown in the light
- 8.System
- 9.Sanctuary
- 10.The Other Side
- 11.Nobody
- 12.Ring
- 13.Cynical, Magical
- 14.Dying Breed
- 15.Hollow
- 16.Underworld
- 17.Closer
- 18.Happy Deathday

### ミニ・アルバム
1st
- Signs

発売日：2013年8月21日
収録曲
- 1. Underworld
- 2. Day to remember
- 3. Dying Breed
- 4. End of story
- 5. interlude
- 6. Storyteller
- 7. Sanctuary

2nd
- The Company

：発売日：2015年5月13日
収録曲
- 1. Five
- 2. Dawn
- 3. The clown in the light
- 4. My own worst enemy
- 5. System
- 6. Nobody
- 7. Ring

3rd
- ghost note

：発売日：2023年8月3日
収録曲
- 1. Kill me Twice
- 2. The Rest of Me
- 3. The Nameless
- 4. Days
- 5. Under the Citylights